# Museu Comarcal de Cervera
El Museu Comarcal de Cervera és un museu que disposa de dues seus diferenciades, el Museu del Blat i la Pagesia i la Casa Museu Duran i Sanpere.

## Història
L'historiador Agustí Duran i Sanpere va fundar un museu a finals dels anys cinquanta en una finca antiga del número 15 del carrer Major de Cervera.
Durant els anys seixanta es va produir una forta tecnificació del camp, i la Cooperativa del Camp Comarcal de Cervera va fer una crida als pagesos de la zona, intentant recollir tots aquells objectes que havien caigut en desús, tot intentant crear un Museu del Blat i la Pagesia. La crida va tenir molt d'èxit i es va crear un fons amb més de 600 objectes, provinents de socis de la cooperativa i de municipis propers.
En un primer lloc aquests objectes es van mostrar en un espai de la Universitat de Cervera, fins que es van integrar a l'antiga seu de la casa museu Duran i Sanpere del carrer Major, a finals dels anys setanta.
L'any 1982 l'Ajuntament va adquirir la casa natal d'Agustí Duran i Sanpere, al número 115 del mateix carrer major. Aquesta és la seu de l'actual Casa Museu Duran i Sanpere, tot un exemple de residència de família benestant del segle xix.

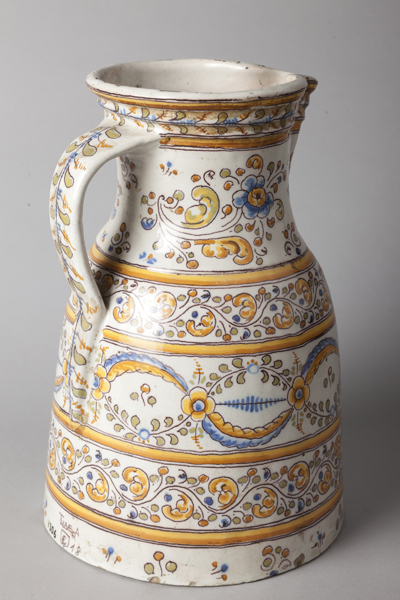
Gerra, Pisa policroma, Talavera, inicis del segle XIX
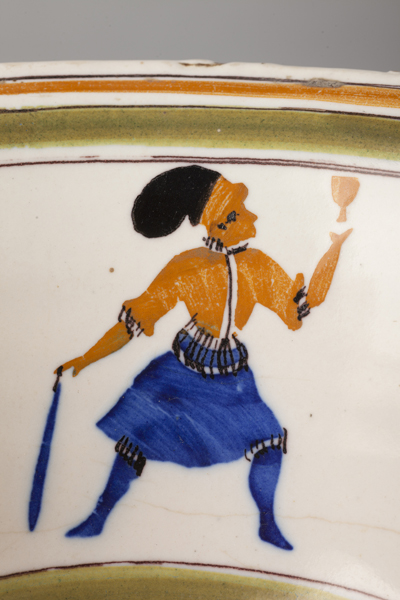
Bol, Manises, segle XIX
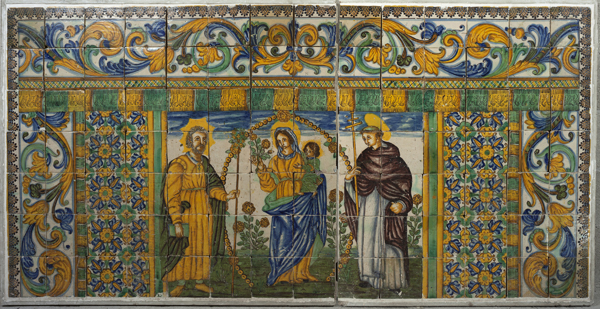
Frontal d'altar ceràmic, Pisa policromada, segle XVI
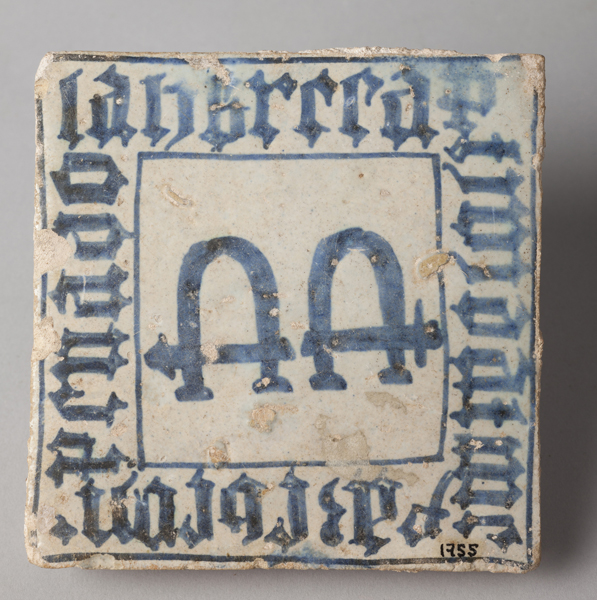
Rajola, Pisa blava, Manises, primera meitat del segle XV
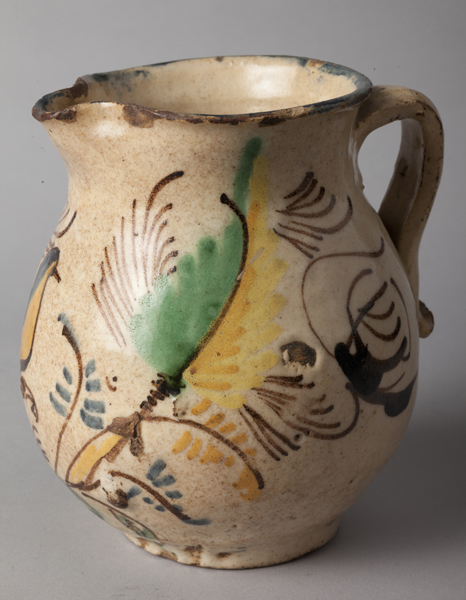
Gerra, Pisa policroma, Manises, segle XIX

## Seus
- Casa Museu Duran i Sanpere
- Museu del Blat i la Pagesia